# 大鰭擬冰鰧
大鰭擬冰鰧，為輻鰭魚綱鱸形目南極魚亞目鱷冰魚科的其中一種，分布於南冰洋海域，棲息深度5-655公尺，體長可達33公分，為底棲性魚類，屬肉食性，以磷蝦及魚類為食。